# Sydney J. Van Scyoc
Sydney Joyce Van Scyoc (geboren am 27. Juli 1939 als Sydney Joyce Brown in Mount Vernon, Indiana; gestorben 17. Juni 2023) war eine amerikanische Science-Fiction-Autorin.

## Leben
Van Scyoc ist die Tochter des Postangestellten John William Brown und von Geneva Alberta Blanche, geborene Curry. Nach dem Abschluss der High School heiratete sie 1957 den US-Air-Force-Offizier Jim R. Van Scyoc, mit dem sie eine Tochter (geboren 1965) und einen Sohn (geboren 1967) hat. Sie besuchte College-Kurse an der Florida State University in Tallahassee, an der University of Hawaii in Honolulu, am Chabot College und an der California State University in Hayward, Kalifornien. Seit 1962 ist sie hauptberufliche Schriftstellerin. Sie war von 1975 bis 1977 Sekretärin und von 1977 bis 1979 Vorsitzende der Starr King Unitarian Church in Hayward.
1962 veröffentlichte sie im Magazin Galaxy ihre erste Kurzgeschichte Shatter the Wall. Während der 1960er schrieb sie kontinuierlich weitere Kurzgeschichten. Erst 1971 erschien ihr erster Roman Salzblume. Bis 1992 erschienen weitere Romane. In diesem Jahr beendete sie ihre schriftstellerische Karriere und begann Schmuck zu entwerfen und zu vertreiben. Danach ging sie in den Ruhestand, betätigte sich als Hobbygärtnerin und begann wieder, Science-Fiction zu schreiben.
Laut Dani Zweig, einem Buchkritiker, sind das Erwachsenwerden und menschliche Evolution zentrale Themen ihrer Geschichten. Ein Beispiel bildet Auftrag: Nor’Dyren, wo sich die beiden Hauptfiguren aufmachen, eine außerirdische Welt zu erforschen. Tollen Bailey kam mit der postindustriellen Arbeitswelt der Erde nicht klar, allerdings bot Nor’Dyren ihm eine Umgebung, die seinen Interessen sehr entgegenkam. Laarica Johns kämpft um die Entwicklung einer beruflichen Karriere und flieht nach Nor’Dyren, um ihren überfürsorglichen Eltern zu entkommen.

## Werke
Daughters of the Sunstone (Romantrilogie)
- 1 Darkchild (1982)
  - Deutsch: Kind der Dunkelheit. Übersetzt von Inge Holm. Heyne-Science-fiction & Fantasy #4111, 1984, ISBN 3-453-31069-1.
- 2 Bluesong (1983)
  - Deutsch: Das blaue Lied. Übersetzt von Inge Holm. Heyne-Science-fiction & Fantasy #4112, 1984, ISBN 3-453-31083-7.
- 3 Starsilk (1984)
  - Deutsch: Sternenseide. Übersetzt von Malte Heim. Heyne-Science-fiction & Fantasy #4164, 1985, ISBN 3-453-31120-5.
- Daughters of the Sunstone (1985, Sammelausgabe von 1–3)

Romane
- Saltflower (1971)
  - Deutsch: Salzblume. Übersetzt von Birgit Reß-Bohusch. Heyne-Science-fiction & Fantasy #4372, 1987, ISBN 3-453-00467-1.
- Assignment Nor’ Dyren (1973)
  - Deutsch: Auftrag: Nor’Dyren. Heyne Science Fiction & Fantasy #4739, 1990, ISBN 3-453-04463-0.
- Starmother (1976)
- Cloudcry (1977)
- Sunwaifs (1981)
  - Deutsch: Vergessen unter fremder Sonne. Knaur Science Fiction & Fantasy #5782, 1984, ISBN 3-426-05782-4.
- Drowntide (1987)
- Feather Stroke (1989)
- Deepwater Dreams (1991)

Kurzgeschichten
- Shatter the Wall (1962)
- Bimmie Says (1962)
- Pollony Undiverted (1963)
- Zack With His Scar (1963)
  - Deutsch: Zac der Häßliche. In: Wolfgang Jeschke (Hrsg.): Venice 2. Heyne Science Fiction & Fantasy #4199, 1985, ISBN 3-453-31174-4.
- Cornie on the Walls (1963)
- Soft and Soupy Whispers (1964)
  - Deutsch: Trixie. In: Walter Ernsting, Thomas Schlück (Hrsg.): Galaxy 14. Heyne Science Fiction & Fantasy #3175, 1970.
- One Man’s Dream (1964)
- The Dead Ones (1965)
- A Visit to Cleveland General (1968)
  - Deutsch: Der Überlebende. In: Walter Spiegl (Hrsg.): Science-Fiction-Stories 52. Ullstein 2000 #99 (3166), 1975, ISBN 3-548-03166-8. Auch als: Ein Besuch im Allgemeinen Krankenhaus von Cleveland. In: Wolfgang Jeschke (Hrsg.): Heyne Science Fiction Magazin, #1. Heyne Science Fiction & Fantasy #3848, 1981, ISBN 3-453-30777-1.
- Unidentified Fallen Object (1969)
- Little Blue Hawk (1969)
  - Deutsch: Blaufalke. In: Wolfgang Jeschke (Hrsg.): Heyne Science Fiction Jahresband 1991. Heyne Science Fiction & Fantasy #4770, 1991, ISBN 3-453-04477-0.
- Summons to the Medicmat (1971)
- Noepti-Noe (1972)
- Mnarra Mobilis (1973)
  - Deutsch: Mnarra Mobilis. In: Wolfgang Jeschke (Hrsg.): Science Fiction Story Reader 1. Heyne Science Fiction & Fantasy #3374, 1974, ISBN 3-453-30251-6. Auch als: Mnarra Mobilis. In: Walter Spiegl (Hrsg.): Science-Fiction-Stories 78. Ullstein Science Fiction & Fantasy #31006, 1979, ISBN 3-548-31006-0.
- Sweet Sister, Green Brother (1973)
  - Deutsch: Süßschwesterlein, Grünbrüderlein. In: Wolfgang Jeschke (Hrsg.): Heyne Science Fiction Jahresband 1984. Heyne Science Fiction & Fantasy #4060, 1984, ISBN 3-453-31007-1.
- When Petals Fall (1973)
  - Deutsch: Wenn Blüten welken. In: Wolfgang Jeschke (Hrsg.): Johann Sebastian Bach Memorial Barbecue. Heyne Science Fiction & Fantasy #4697, 1990, ISBN 3-453-04279-4.
- Deathsong (1974)
  - Deutsch: Lied des Todes. In: Wolfgang Jeschke (Hrsg.): Das Gewand der Nessa. Heyne Science Fiction & Fantasy #4097, 1984, ISBN 3-453-31057-8.
- Skyveil (1974)
- Aberrant (1974)
  - Deutsch: Anomal. In: Werner Fuchs (Hrsg.): Visum für die Ewigkeit. Droemer Knaur (Knaur Science Fiction & Fantasy #5743), 1982, ISBN 3-426-05743-3.
- Nightfire (1978)
- Mountain Wings (1979)
  - Deutsch: Silbervögel. In: Birgit Reß-Bohusch (Hrsg.): Isaac Asimovs Science Fiction Magazin 9. Folge. Heyne Science Fiction & Fantasy #3789, 1981, ISBN 3-453-30690-2.
- Darkmorning (1980)
  - Deutsch: Der lange Schlaf. In: Birgit Reß-Bohusch (Hrsg.): Isaac Asimovs Science Fiction Magazin 10. Folge. Heyne Science Fiction & Fantasy #3807, 1981, ISBN 3-453-30709-7.
- Stonefoal (1980)
  - Deutsch: Felsfohlen. In: Birgit Reß-Bohusch (Hrsg.): Isaac Asimovs Science Fiction Magazin 13. Folge. Heyne Science Fiction & Fantasy #3873, 1982, ISBN 3-453-30759-3.
- Laughing Man (1980)
- Bluewater Dreams (1981)
  - Deutsch: Träume in blauen Wassern. In: Birgit Reß-Bohusch (Hrsg.): Isaac Asimovs Science Fiction Magazin 14. Folge. Heyne Science Fiction & Fantasy #3894, 1982, ISBN 3-453-30817-4.
- The Teaching (1982)
  - Deutsch: Die Unterweisung. In: Friedel Wahren (Hrsg.): Isaac Asimovs Science Fiction Magazin 17. Folge. Heyne Science Fiction & Fantasy #3958, 1983, ISBN 3-453-30889-1.
- Fire-Caller (1983)
  - Deutsch: Die Feuerpriesterin . Übersetzt von Jürgen Langowski. In: Friedel Wahren (Hrsg.): Isaac Asimovs Science Fiction Magazin 22. Folge. Heyne Science Fiction & Fantasy #4107, 1984, ISBN 3-453-31067-5. Auch als: Feuerrufer . Übersetzt von Uwe Anton. In: Shawna McCarthy (Hrsg.): Isaac Asimov's Weltraum-Frauen 2. Ullstein Science Fiction & Fantasy #31129, 1986, ISBN 3-548-31129-6.
- Meadows of Light (1985)
- Virgin Wings (2004)
- Poppies by Moonlight (2005)